# Ротвайль (район)
Ротвайль (нем. Rottweil) — район в Германии. Центр района — город Ротвайль. Район входит в землю Баден-Вюртемберг. Подчинён административному округу Фрайбург. Занимает площадь 769,42 км². Население — 141 970 чел. Плотность населения — 185 человек/км².
Официальный код района — 08 3 25.
Район подразделяется на 21 общину.

## Города и общины
Города
1. Дорнхан (6 160)
2. Оберндорф-ам-Неккар (14 693)
3. Ротвайль (25 701)
4. Шильтах (4 066)
5. Шрамберг (22 349)
6. Зульц-ам-Неккар (12 638)

Объединения общин
Общины
1. Айхгальден (4 158)
2. Бёзинген (3 470)
3. Дайссинген (6 060)
4. Дитинген (3 945)
5. Дуннинген (6 029)
6. Эпфендорф (3 550)
7. Эшброн (2 110)
8. Флуорн-Винцельн (3 241)
9. Хардт (2 619)
10. Лаутербах (3 158)
11. Шенкенцелль (1 825)
12. Филлингендорф (3 282)
13. Фёринген (4 155)
14. Веллендинген (3 054)
15. Циммерн-об-Ротвайль (6 046)